# Nikolái Yevséyev
Nikolái Yevséyev (San Petersburgo, Unión Soviética, 16 de abril de 1966) es un nadador soviético retirado especializado en pruebas de estilo libre, donde consiguió ser subcampeón mundial en 1986 en los 4 x 100 metros estilo libre.

## Carrera deportiva
En el Campeonato Mundial de Natación de 1986 celebrado en Madrid (España), ganó la medalla de bronce en los relevos de 4 x 100 metros estilos, nadando el largo de estilo libre, con un tiempo de 3:42.63 segundos, tras Estados Unidos (oro con 3:41.25 segundos) y Alemania Occidental (plata con 3:42.26 segundos); y también ganó la medalla de plata en los relevos de 4 x 100 metros estilo libre, tras Estados Unidos y por delante de Alemania del Este.